# スーパー前売りきっぷ

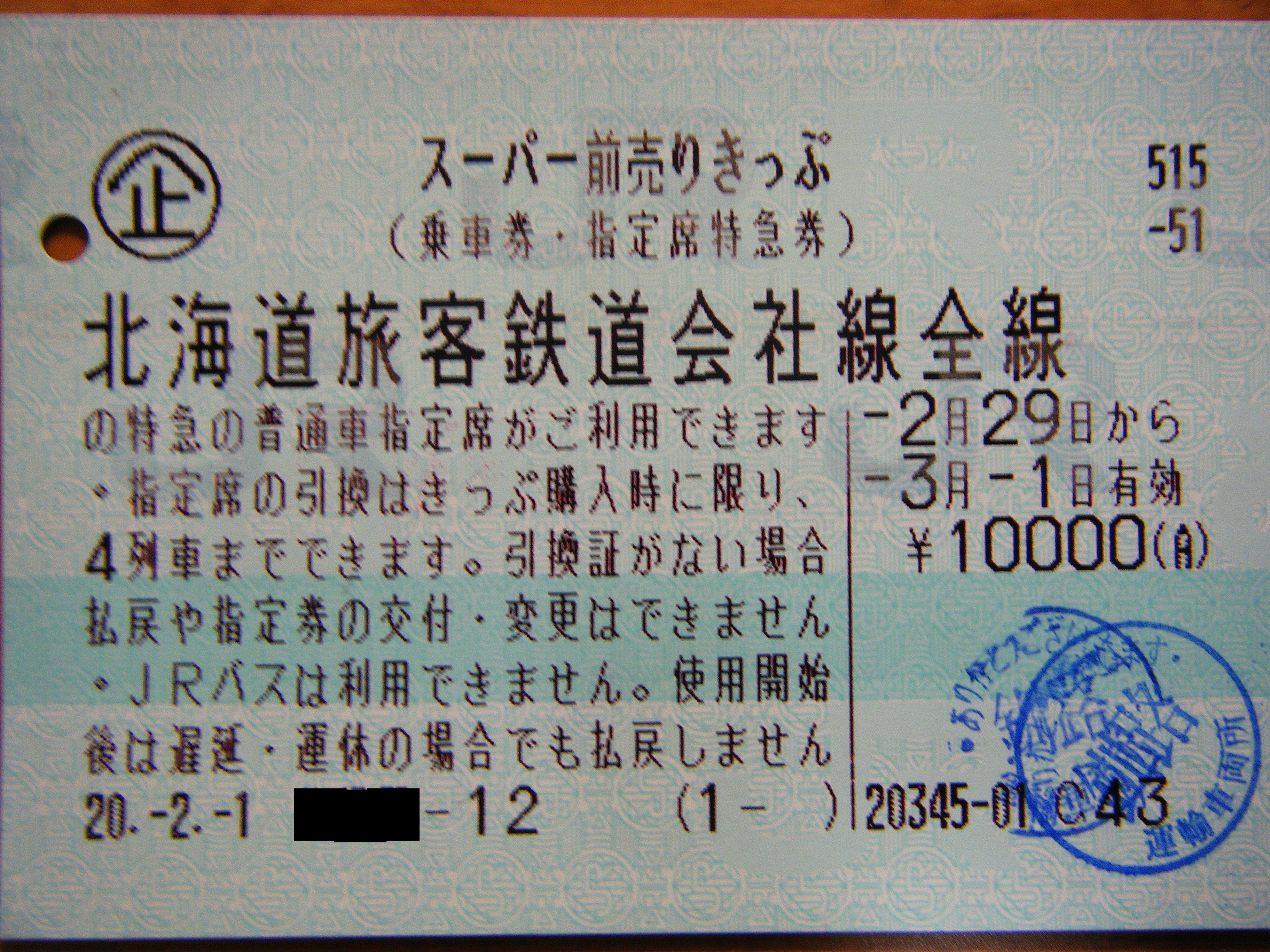
スーパー前売りきっぷ（マルス発行）

スーパー前売りきっぷ（スーパーまえうりきっぷ）は、北海道旅客鉄道（JR北海道）が発売する特別企画乗車券である。

## 概説
毎年利用開始日と発売期間を2週間前までに限定して発売される。利用開始日から2日間有効。ただし悠遊旅倶楽部会員は購入時に会員証を提示することで3日間有効となる。
JR北海道管内の特急列車の普通車自由席に乗車できるほか、購入時に申し込んだ場合のみ普通車指定席を4回まで利用できる（ただし指定券の変更は購入後も指定列車発車まで可能）。それ以降に普通車指定席を希望する場合や、グリーン車、寝台車に乗車する場合は乗車券部分のみ有効となり、別途特急料金が必要となる。
JR北海道からJR東日本管内にまたぐ場合、乗車券は中小国駅まで、特急券は北海道で最初に停車する駅まで必要である。
発売箇所はJR北海道のみどりの窓口、ツインクルプラザ、JR北海道プラザ、道内の旅行会社。自動改札機が使用でき、駅レンタカーをきっぷ有効期間内に限り、割引料金で利用できる。

## 価格
- 11,000円(こども半額)